# Ллойд Кук
Ллойд Кук (англ. Lloyd Cook, 21 березня 1890, Лінден — 9 жовтня 1964, Табер) — канадський хокеїст, що грав на позиції захисника.

## Ігрова кар'єра
Професійну хокейну кар'єру розпочав 1912 року.
Протягом професійної клубної ігрової кар'єри, що тривала 20 років, захищав кольори команд «Ванкувер Мілліонерс», «Спокейн Кенаріс», «Ванкувер Марунс» та «Бостон Брюїнс».

## Нагороди та досягнення
Володар Кубка Стенлі в складі «Ванкувер Мілліонерс» — 1915.
Ще тричі був фіналістом у 1918, 1921 та 1922. 